# Perinetoides anosibalis
Perinetoides anosibalis är en fjärilsart som beskrevs av Pierre E.L. Viette 1960. Perinetoides anosibalis ingår i släktet Perinetoides och familjen mott. Inga underarter finns listade i Catalogue of Life.